# 岐阜空襲
岐阜空襲（ぎふくうしゅう）は、第二次世界大戦中、米軍により行われた岐阜県岐阜市に対する空襲。
ここでは、1945年（昭和20年）7月9日の空襲を記述する。

## 空襲の概要
- 昭和20年（1945年）7月9日午後11時頃、熊野灘から進入したB-29の編隊129機は、琵琶湖上空で方向を変え、関ヶ原より岐阜県に進入する[注釈 1]。

- 午後11時34分（米軍資料による）、空襲が開始される。攻撃照準点は現在の金町5丁目交差点（国道248号、岐阜県道151号岐阜羽島線、岐阜県道54号岐阜停車場線の交差点）と推測される。岐阜駅周辺、柳ヶ瀬、岐阜県庁舎（現岐阜総合庁舎）周辺、名古屋鉄道田神駅、川西機械製作所岐阜工場（後の日本たばこ産業岐阜工場、現西日本キャンパック）、名古屋鉄道広江駅、安良田町駅周辺と、高射砲があった稲葉郡鏡島村（現岐阜市鏡島）に空襲を受け、岐阜市中心部はほぼ焼け野原となった。翌日午前1時20分（米軍資料による）[2]に空襲が終了する。
- 使用されたのはE46集束焼夷弾、M47焼夷弾であり、計898.8米トンが投下された[注釈 2]。

## 出発・離陸
岐阜市への空襲は、グアム島北飛行場（ノースフィールド）を基地とする第314爆撃団が担当した。

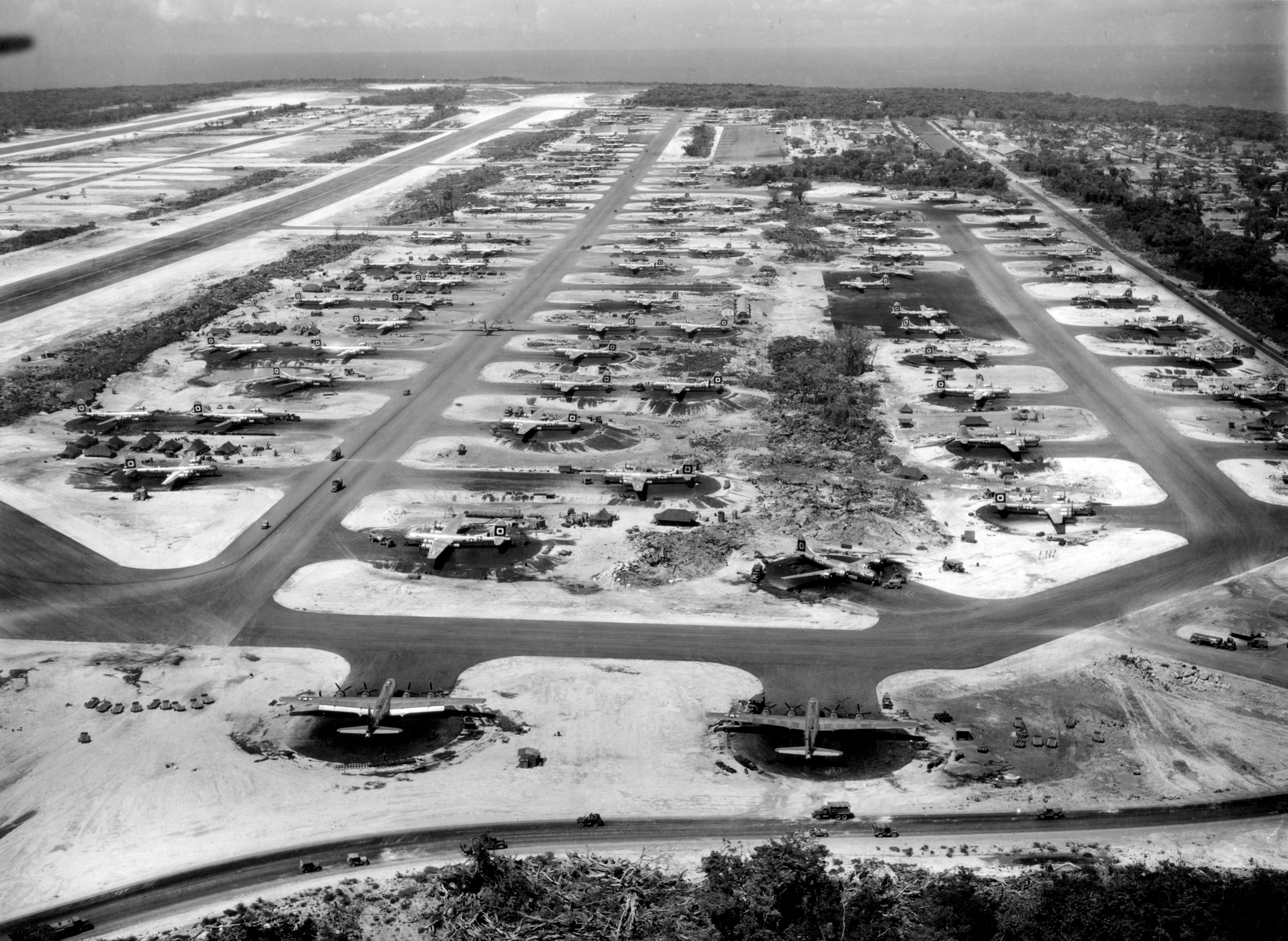
グアム島ノースフィールド（北飛行場）に駐機しているB-29爆撃機1945年8月1日

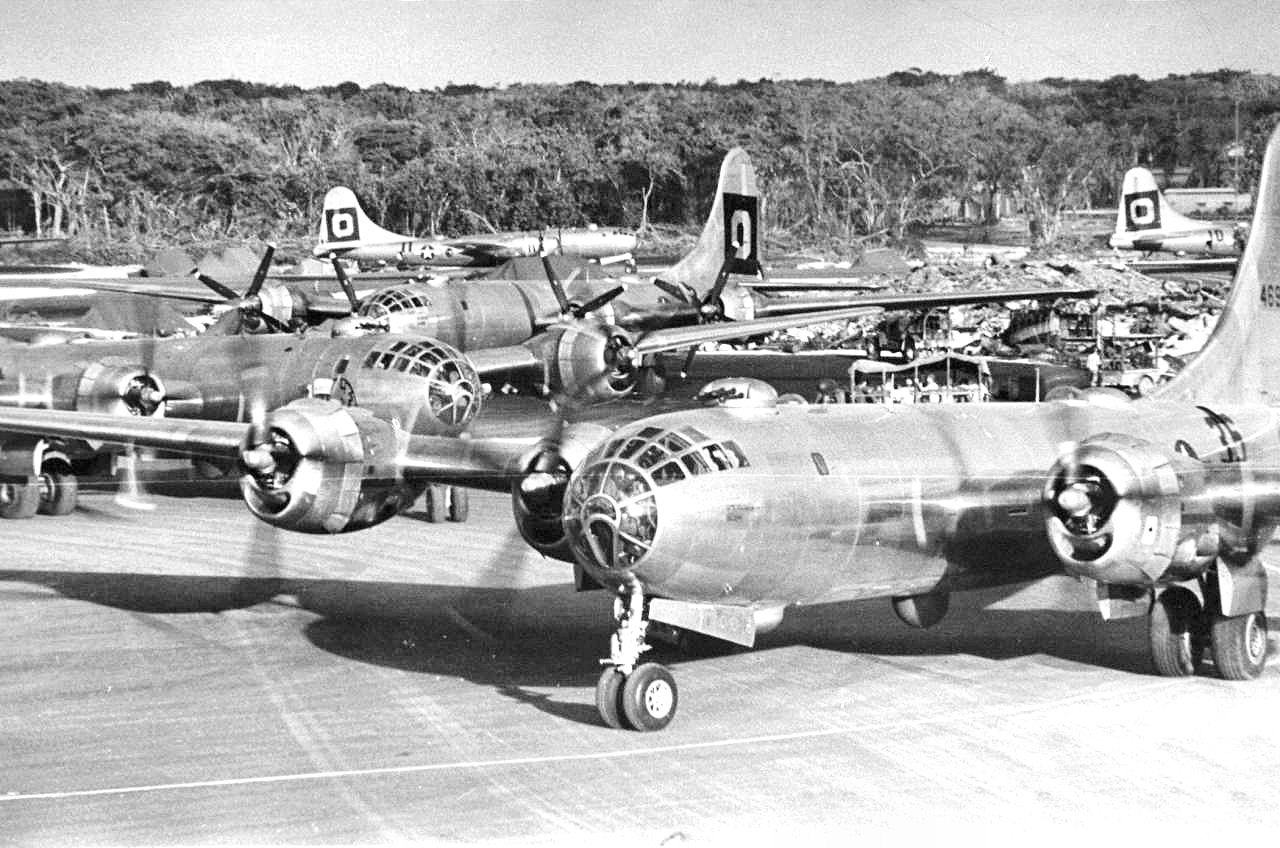
グアム島ノースフィールド（北飛行場）に駐機しているB-29爆撃機（第314爆撃団に所属する第29爆撃群）1945年

攻撃を担当した135機が離陸した。そのうち12機はパスファインダーの役目（先行して飛行し、爆弾投下目標地に照明弾としての焼夷弾を投下して後続の爆撃機に知らせる役目）を負った。

## 往路
硫黄島上空を経由し、紀伊半島を目指して飛行した。途中、5機（爆撃担当4機、パスファインダー担当1機）が何らかの理由により飛行継続を断念し基地に戻った。
紀伊半島から進路を北にとり、琵琶湖西岸を目指した。この地点を攻撃始点（IP）として岐阜市街地へと侵攻した。
途中、1機が”Shingu”で爆弾を投下してしまった。岐阜市街地上空には129機が攻撃に向かった。

## 岐阜上空
岐阜市街地を爆撃後、各務原(かかみがはら)の高射砲陣地を避けながら、離脱点を経由し、本州の終わり地点へと飛行した。

## 復路・帰路
本州を離れ、硫黄島上空を経由しグアム島北飛行場へ帰って行った。途中で、1機が4番エンジンから出火、主翼に火が広がりサイパンの西に墜落。他の爆撃機が生存者の海上標識を発見、駆逐艦に連絡し、3時間以内に乗組員全員が救助された。

## 日本側の反撃
- 高射砲による反撃
- 戦闘機による反撃

## 空襲による被害
- 岐阜市中心部の地形や当時の気候条件により、投下された爆弾の量あたりの被害は甚大であった。被災面積は約5km2といわれている。被害状況は諸説あるが、主な資料によると、

- 岐阜合同新聞（現岐阜新聞）1945年8月30日記事
  - 死者：818人
  - 負傷者：1,059人
  - 全半壊家屋：20,363戸
  - 罹災者：100,000人
- 戦災復興誌（建設省）
  - 死者：863人
  - 負傷者：520人
  - 全半壊家屋：20,476戸
  - 罹災者：86,197人

- 他にも様々な資料[要文献特定詳細情報]があり、特に負傷者数は約500人～5,000人とまちまちである。

## その他
- 教育会館（旧岐阜県図書館）、乙津寺の石仏などに空襲の痕跡がある。
- 岐阜駅周辺高架事業により、西陸橋（かつて岐阜県道151号が東海道本線を跨いでいた陸橋）が取り壊された際、空襲で破壊された日用品、瓦などが大量に見つかっている。また、やけ残された丸物百貨店（後の岐阜近鉄百貨店）が解体される際、被災した壁の一部が保存の為切り取られている。
- 岐阜盲学校も空襲被害を受け、３人の生徒が亡くなった。空襲当日、戦禍を回避するため小坂井桂次郎校長より休校が宣言されたばかりの悲劇だった。

## 岐阜市平和資料室
岐阜空襲に関する資料は、岐阜市平和資料室で保管展示されている。

## 平和の鐘式典
岐阜市は1988年（昭和63年)7月1日に平和都市宣言を行った。1988年（昭和63年）の「平和都市宣言」の願いに基づき、市民の平和への願いを共有し広げていくため平和啓発事業を行っている。1990年から岐阜市役所主催で「平和の鐘式典」が開かれている。場所は、岐阜市役所1階の市民交流スペース「ミンナント」。